# Rustom
Rustom è un film del 2016 diretto da Tinu Suresh Desai.

## Riconoscimenti
- National Film Awards 2017: 
  - Miglior attore a Akshay Kumar
- Screen Awards 2017: 
  - Best Promising Director a Tinu Suresh Desai
- Pyongyang International Film Festival 2018: 
  - Awards for Informative and Special Screening